# Fushë-Çidhën
Fushë-Çidhën is een plaats en voormalige gemeente in de stad (bashkia) Dibër in de prefectuur Dibër in Albanië. Sinds de gemeentelijke herindeling van 2015 doet Fushë-Çidhën dienst als deelgemeente en is het een bestuurseenheid zonder verdere bestuurlijke bevoegdheden. De plaats telde bij de census van 2011 605 inwoners.